# Na celowniku (film 2021)
Na celowniku (ang. Red Dot) – szwedzki thriller z 2021 roku w reżyserii Alaina Darborga. Premiera miała miejsce 11 lutego 2021 na platformie streamingowej Netflix. W rolach głównych wystąpili: Anastasios Soulis, Nanna Blondell, Johannes Kuhnke, Kalled Mustonen, Tomas Bergström oraz Thomas Hanzon. 

## Fabuła[1]
"Na celowniku" to thriller akcji osadzony w szwedzkich górach. Głównymi bohaterami są dobiegający trzydziestki David i Nadja, których małżeństwo przeżywa ciężkie chwile. Kiedy jednak kobieta zachodzi w ciążę, postanawiają wskrzesić swój związek w pięknych okolicznościach przyrody i wybrać się na narciarską wyprawę na północ Szwecji. Po kłótni z miejscowymi myśliwymi ich romantyczny wypad powoli zaczyna się jednak zmieniać w koszmar. Wkrótce na ich namiocie pojawia się czerwony znak celowniczy i muszą uciekać w mroźną dzicz. Ich jedynym towarzystwem w niebezpiecznych górach są tylko mierzący do nich łowcy. Jakby problemów było mało, podczas sadystycznego polowania o parę upomina się też jej zapomniana przeszłość.

## Obsada[2]
- Nanna Blondell jako Nadia,
- Anastasios Soulis jako David,
- Johannes Kuhnke jako Einar,
- Kalled Mustonen jako Jarmo,
- Thomas Hanzon jako Thomas,
- Anna Azcárate jako Mona,
- Tomas Bergström jako Rolle,
- Melvin Solin jako Olof,
- Johan Hedman jako policjant,
- Veronica Mukka jako centralny głos ratownictwa górskiego,
- Per Mårthans jako dyrektor,
- Peter Borossy jako głos radiowy